# Rue Paul-Bourget
La rue Paul-Bourget est une voie du 13e arrondissement de Paris située dans le quartier de la Maison-Blanche.

## Situation et accès
La rue Paul-Bourget est desservie à proximité par la ligne 7 à la station Porte d'Italie.

## Origine du nom

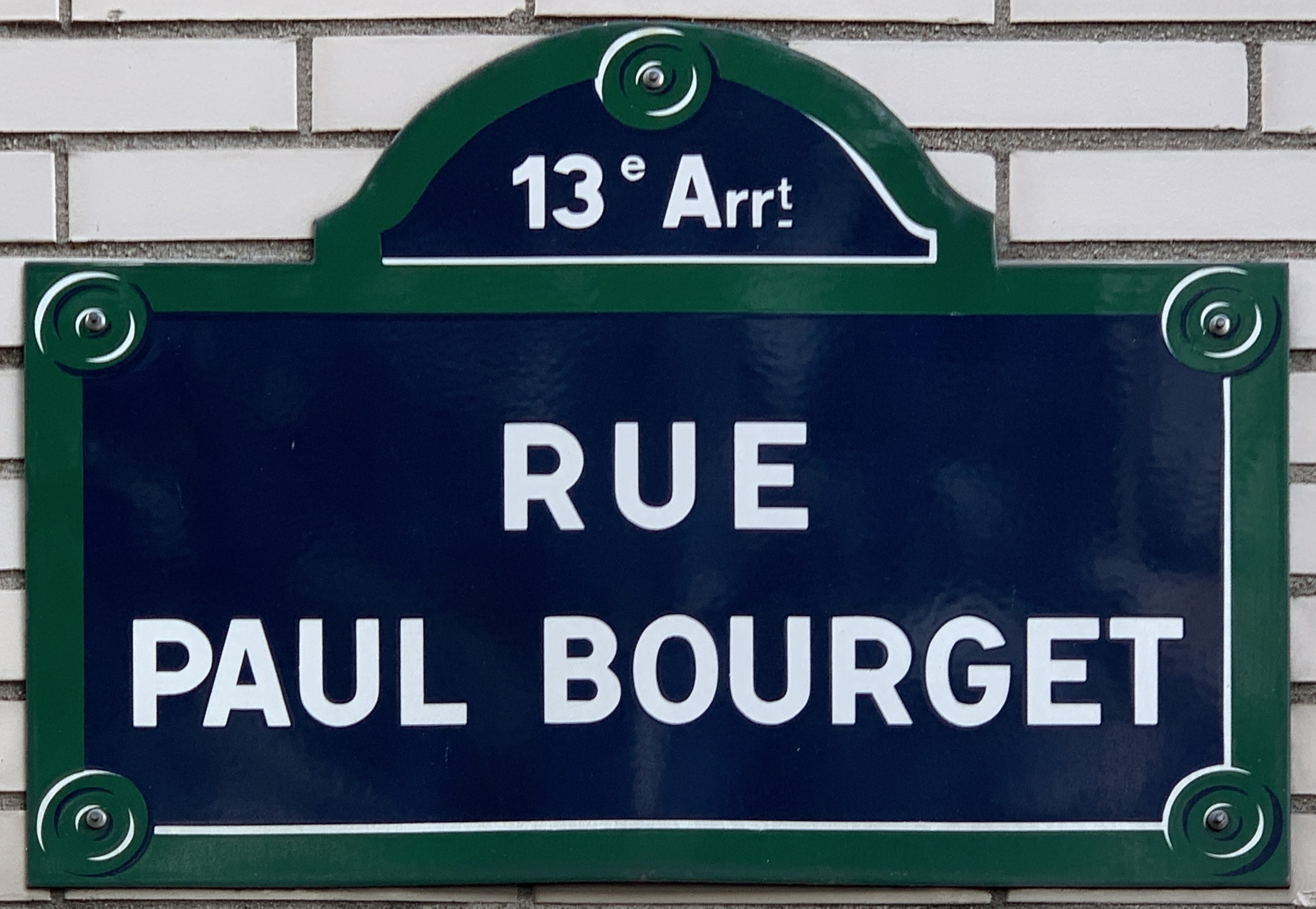
Plaque de la rue.

Elle porte le nom de l'écrivain Paul Bourget (1852-1935).

## Historique
La voie est ouverte sur la zone non ædificandi de l'enceinte de Thiers en 1956, entre la rue du Docteur-Bourneville et la limite du Kremlin-Bicêtre sous le nom provisoire de « voie B/13 », avant de prendre sa dénomination actuelle le 21 mai 1956.
Dans les années 1970, elle est amputée d'une partie puis fermée à la circulation après la construction du périphérique de Paris.
En 2002, elle est prolongée, entre la rue du Docteur-Bourneville et l'avenue de la Porte-d'Italie.
Elle finit sur la rue Gerda-Taro.

## Bâtiments remarquables et lieux de mémoire
- Le parc Kellermann.